# Il mistero delle lettere perdute
Il mistero delle lettere perdute (Signed, Sealed, Delivered) è una serie televisiva canadese prodotta per la rete via cavo statunitense Hallmark Channel e composta da una stagione di dieci episodi più una serie di film per la televisione.
Ideata da Martha Williamson, nota per essere stata autrice e produttrice della serie degli anni 1990 Il tocco di un angelo, ha esordito con un film introduttivo il 12 ottobre 2013. Dopo il film, è stata prodotta una stagione di dieci episodi, trasmessi dal 20 aprile al 22 giugno 2014, e sono in produzione una serie di film, il primo dei quali, a carattere natalizio, è andato in onda il 23 novembre 2014, mentre altri sette sono programmati tra il 2015 e il 2016.
In Italia, il primo film è andato in onda su Rai 1 in due parti il 16 e 17 agosto 2016, seguito dalla serie televisiva a partire dal 18 agosto 2016, nella fascia mattutina.

## Trama
Oliver O'Toole è il responsabile di un particolare ufficio del United States Postal Service di Denver: il "Dead Letter Office", il quale si occupa di gestire gli invii postali giudicati come non recapitabili, poiché le informazioni sul destinatario sono incomplete, si sono abrase, o sono inviate a entità quali Dio o Babbo Natale. Oliver, con l'aiuto dei subordinati Rita, Norman e la nuova arrivata Shane, ha il compito di investigare tali lettere o pacchi e re-indirizzarle al destinatario, o, in alternativa, al mittente. La squadra prende molto seriamente e passionevolmente il proprio lavoro, andando spesso anche oltre le proprie mansioni.

## Personaggi e interpreti
- Oliver O'Toole, interpretato da Eric Mabius.
È l'affascinante investigatore leader del Dead Letter Office di Denver.
- Shane McInerney, interpretata da Kristin Booth.
È il nuovo membro della squadra, trasferita in tale ufficio per un errore burocratico, del quale tuttavia sarà felice.
- Rita Haywith, interpretata da Crystal Lowe.
È una stravagante impiegata dotata di una memoria fotografica molto efficiente; è infatuata di Norman.
- Norman Dorman, interpretato da Geoff Gustafson.
È il braccio destro di Oliver, anche lui abile investigatore. Pur ricambiando l'affetto di Rita, ne è spaventato non essendo abituato a relazioni romantiche.

## Episodi e film
| Stagione       | Episodi | Prima TV USA | Prima TV Italia |
| -------------- | ------- | ------------ | --------------- |
| Film pilota    | 1       | 2013         | 2016            |
| Prima stagione | 10      | 2014         | 2016-2017       |
| Serie di film  | 14      | 2014-2024    | 2017-2020       |

## Produzione
La fiction, nota in fase di pre-produzione con il titolo Dead Letters, è stata ideata per Hallmark Channel da Martha Williamson, la quale ricopre i panni di autrice e show runner. Ambientata a Denver, è prodotta nei pressi di Vancouver dalla Special Delivery TeleProductions, in collaborazione con Muse Entertainment e MoonWater Productions.
Prima ancora dell'esordio del film pilota, trasmesso il 12 ottobre 2013, la rete statunitense, incoraggiata dai buoni risultati delle proiezioni di prova, il 3 ottobre 2013 ordinò una prima stagione di dieci episodi, poi trasmessi dal 20 aprile al 22 giugno 2014. In seguito, invece di un rinnovo per una seconda stagione, la rete decise di continuare la produzione della fiction ordinando un film a carattere natalizio, Signed, Sealed, Delivered for Christmas, trasmesso il 23 novembre 2014, e altri tre film da trasmettere nel corso del 2015. Il 30 luglio 2015 fu poi annunciata la produzione di quattro ulteriori film per l'anno seguente.
A fine luglio 2017 è stata confermata la produzione di nuovi film anche per la stagione 2017-2018.

## Accoglienza
La fiction è stata accolta da ascolti e critiche mediamente positive. Per Variety si tratta di un prodotto «volutamente vecchio stile, sfacciatamente sentimentale e orgogliosamente basato sulla fede», che può risultare troppo sdolcinato per parte del pubblico ma che risulta apprezzabile dal target al quale si rivolge. Il New York Post la confrontò con Il tocco di un angelo, anch'essa prodotta da Martha Williamson, spiegando come il richiamo di valori cristiani è effettuato in modo molto meno bigotto e il perno centrale, invece della religione, è la nostalgia di tempi passati. Per People è «vagamente mistica, inverosimile e sdolcinata, ma se si è dell'umore giusto risulta molto commovente».
La première del film pilota negli Stati Uniti fu seguita da circa 2,9 milioni di spettatori.